# Zagreb (provincie)

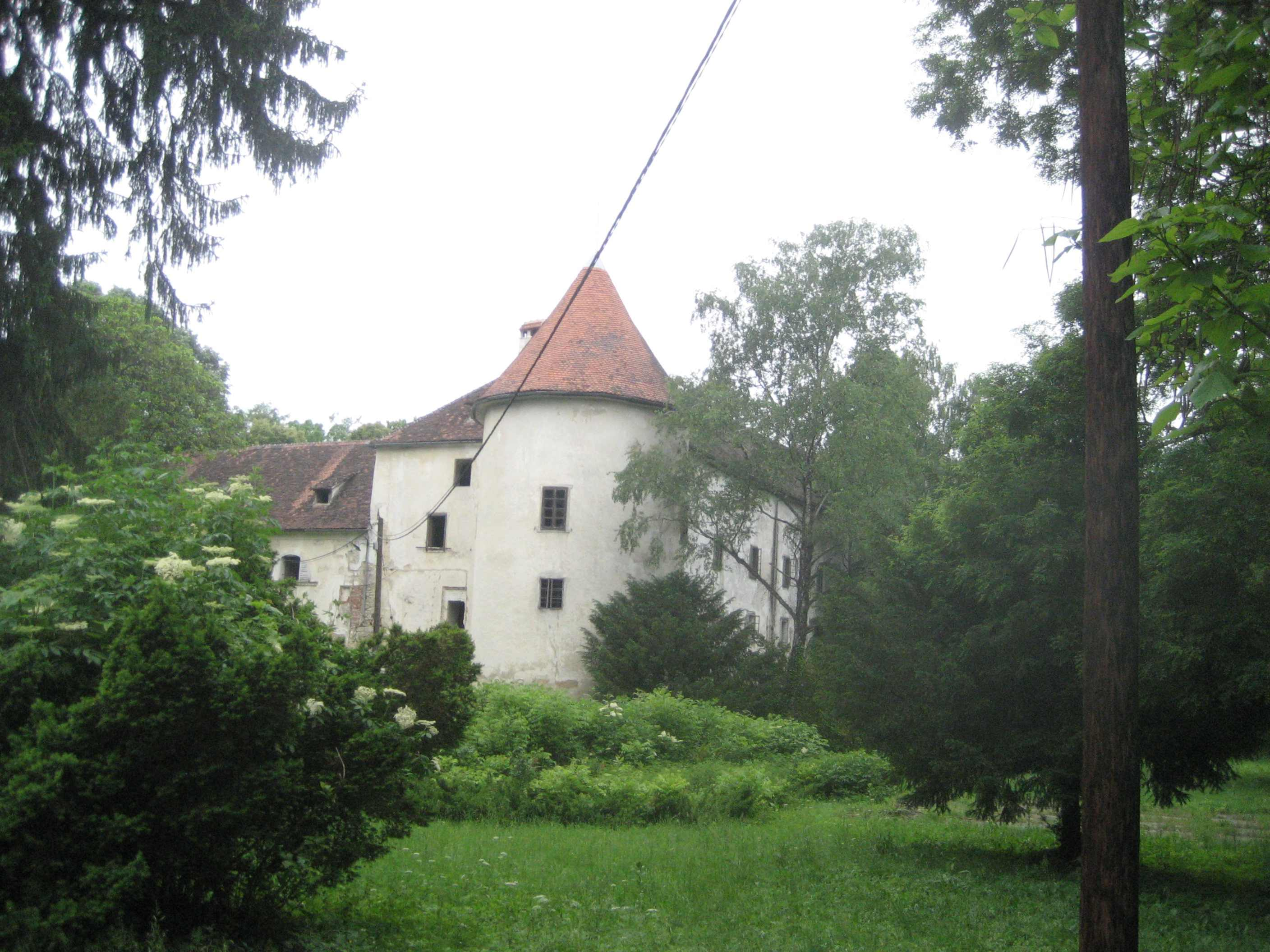
Kasteel Erdödy in Jastrebarsko

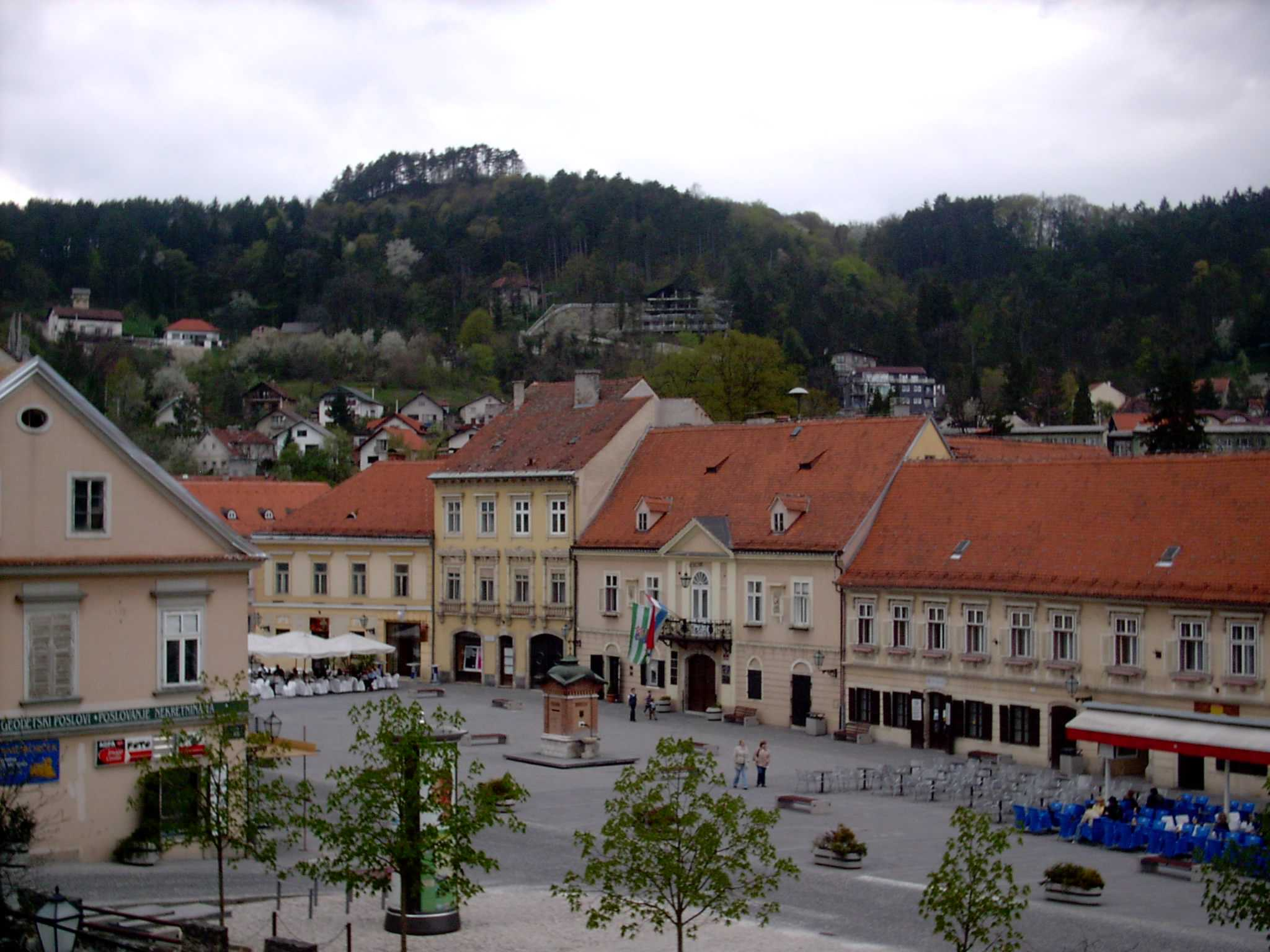
Marktplein van Samobor

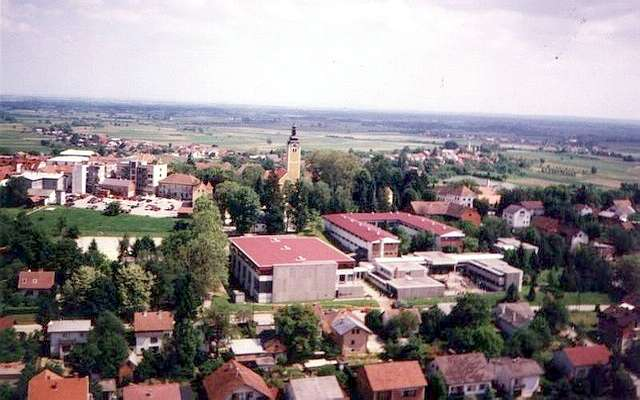
Vrbovec

Zagreb (Kroatisch: Zagrebačka županija) is een provincie in centraal Kroatië. De provincie grenst aan drie kanten aan de Kroatische hoofdstad Zagreb, die niet tot de provincie behoort, maar er wel de provinciehoofdstad van is.
De provincie heeft een lange geschiedenis; de stad Samobor werd in 1242 gesticht, en was een van de eerste toeristenbestemmingen in de regio. De provincie Zagreb heeft een inwoneraantal van 309.696 (2001).
Vandaag de dag ontwikkelt de provincie zich in hoog tempo samen met de hoofdstad van Kroatië. Menige steden, vroeger dorpen, zoals Zaprešić, Velika Gorica of Sesvete (die nu bestuurlijk gezien deel uitmaakt van Zagreb) sluiten zich aan bij het industriële gebied van Zagreb en groeien uit tot grotere steden dan de hoofdplaatsen van andere provincies. De buitenste rand van de provincie dient als recreatiegebied voor de inwoners van Zagreb.
De provincie Zagreb grenst in het noorden aan de provincie Krapina-Zagorje, de stad Zagreb en de provincie Varaždin, in het oosten aan de provincie Bjelovar-Bilogora, in het zuiden aan de provincie Sisak-Moslavina, in het zuidwesten aan de provincie Karlovac en in het noordwesten aan buurland Slovenië.

## Bestuurlijke indeling
De provincie Zagreb is verdeeld in:
- De stad Velika Gorica
- De stad Samobor
- De stad Dugo Selo
- De stad Ivanić Grad
- De stad Jastrebarsko
- De stad Sveta Nedelja
- De stad Sveti Ivan Zelina
- De stad Vrbovec
- De stad Zaprešić
- De gemeente Bedenica
- De gemeente Brdovec
- De gemeente Brckovljani
- De gemeente Bistra
- De gemeente Dubrava
- De gemeente Dubravica
- De gemeente Farkaševac
- De gemeente Gradec
- De gemeente Jakovlje
- De gemeente Klinča Sela
- De gemeente Kloštar Ivanić
- De gemeente Krašić
- De gemeente Kravarsko
- De gemeente Križ
- De gemeente Luka
- De gemeente Marija Gorica
- De gemeente Orle
- De gemeente Pisarovina
- De gemeente Pokupsko
- De gemeente Preseka
- De gemeente Pušća
- De gemeente Rakovec
- De gemeente Rugvica
- De gemeente Stupnik
- De gemeente Žumberak

## Provinciale regering
Huidige Župan (prefect): Stjepan Kožić (HSS)
De provinciale assemblee bestaat uit 45 vertegenwoordigers, van de volgende politieke partijen:
- Kroatische Democratische Unie (HDZ) 15
- Kroatische Boerenpartij (HSS) 13
- Sociaaldemocratische Partij van Kroatië (SDP) 10
- Kroatische Volkspartij-Liberaal Democraten (HNS) 4
- Democratisch Centrum (DC) 3